# Geoffrey Bouchard
Geoffrey Bouchard   (Dijon, 1 d'abril de 1992) és un ciclista francès. Actualment milita a l'equip AG2R Citroën Team. Bon escalador, en el seu palmarès destaca la classificació de la muntanya a la Volta a Espanya del 2019 i al Giro d'Itàlia del 2021.

## Palmarès
- 2018
  -  Campió de França en ruta amateur
  - 1r al Tour de Nova Caledònia
  - 1r al Tour d'Alsàcia
  - 1r al Tour de Mosella
  - 1r al Tour de Charolais
  - 1r al Tour du Beaujolais
- 2019
  -  1r de la Classificació de la muntanya de la Volta a Espanya
- 2021
  -  1r de la Classificació de la muntanya al Giro d'Itàlia
- 2022
  - Vencedor d'una etapa del Tour dels Alps

### Resultats al Giro d'Itàlia
- 2020. 55è de la classificació general
- 2021. 58è de la classificació general.  1r de la Classificació de la muntanya

### Resultats a la Volta a Espanya
- 2019. 47è de la classificació general.  1r de la Classificació de la muntanya
- 2021. 14è de la classificació general
- 2023. No surt (17a etapa)

### Resultats al Tour de França
- 2022. No surt (8a etapa)